# 我太可愛了，對不起
我太可愛了，對不起是HoneyWorks創作的《告白實行委員會 ～戀愛系列～》的角色歌曲。2022年11月18日於Niconico動畫和YouTube上發布MV，並於2022年11月21日發行數位單曲。

## 概要
我太可愛了，對不起為《告白實行委員會 ～戀愛系列～》的角色中村千鶴（小啾）的角色歌曲。

## 迴響
我太可愛了，對不起憑著如歌詞一樣的拋出飛吻、道歉等手勢成為TikTok熱門歌曲，引來不少人上傳「我太可愛了，對不起挑戰」的手勢舞影片。12月，人氣蔓延至K-POP界，知名韓國偶像組合SEVENTEEN、NCT DREAM、IVE的成員相繼挑戰。此曲亦在Billboard JAPAN的TikTok排行榜「TikTok Weekly Top 20」上連續六週位居榜首。

## 版本
- 原唱
  - 我太可愛了，對不起 (feat. capi) -capi同人版原唱（收錄於告白實行委員會-FLYING SONGS-我戀愛了）
  - 我太可愛了，對不起 (feat.中村千鶴（小啾））-早見沙織聲優版原唱（收錄於喂，喜歡就痛。 ～告白實行委員會角色歌曲集～）

- 翻唱
  - 我太可愛了，對不起 (feat. 星乃夢奈) -星乃夢奈翻唱
  - 我太可愛了，對不起 (feat. こはならむ) -Kohana Lam（日语：こはならむ）翻唱
  - 我太可愛了，對不起 (たかねこver.) -高嶺撫子翻唱
  - 我太可愛了，對不起 -若井友希翻唱
  - 我太可愛了，對不起 -Pastel*Palettes翻唱
  - 我太可愛了，對不起 -竹達彩奈翻唱
  - 我太可愛了，對不起 -Yucco Miller（日语：ユッコ・ミラー）翻唱
  - 我太可愛了，對不起 -Ado翻唱
  - 我太可愛了，對不起 -艾莉莎·米哈伊洛芙娜·九条（CV:上坂堇）翻唱（《不時輕聲地以俄語遮羞的鄰座艾莉同學》第2集片尾曲）